# Alexander Nilsson (fotbollsspelare)
Georgios Alexander Nilsson Likourentzos, född 23 oktober 1992, är en svensk fotbollsspelare (anfallare) som spelar för division 6-klubben Bara GIF. Han har tidigare spelat för bland annat Malmö FF. 

## Klubbkarriär
Nilssons moderklubb är BK Olympic. Han vann 2007 samt 2010 JSM-Guld med MFF:s P16-lag.

### Malmö FF
Nilsson gjorde sin debut för Malmö FF 2008, endast 15 år gammal. Den 24 maj 2010 gjorde han sin debut från start och gjorde två mål i samma match. Han fick mer begränsat med speltid sedan han blev uppflyttad till A-laget.

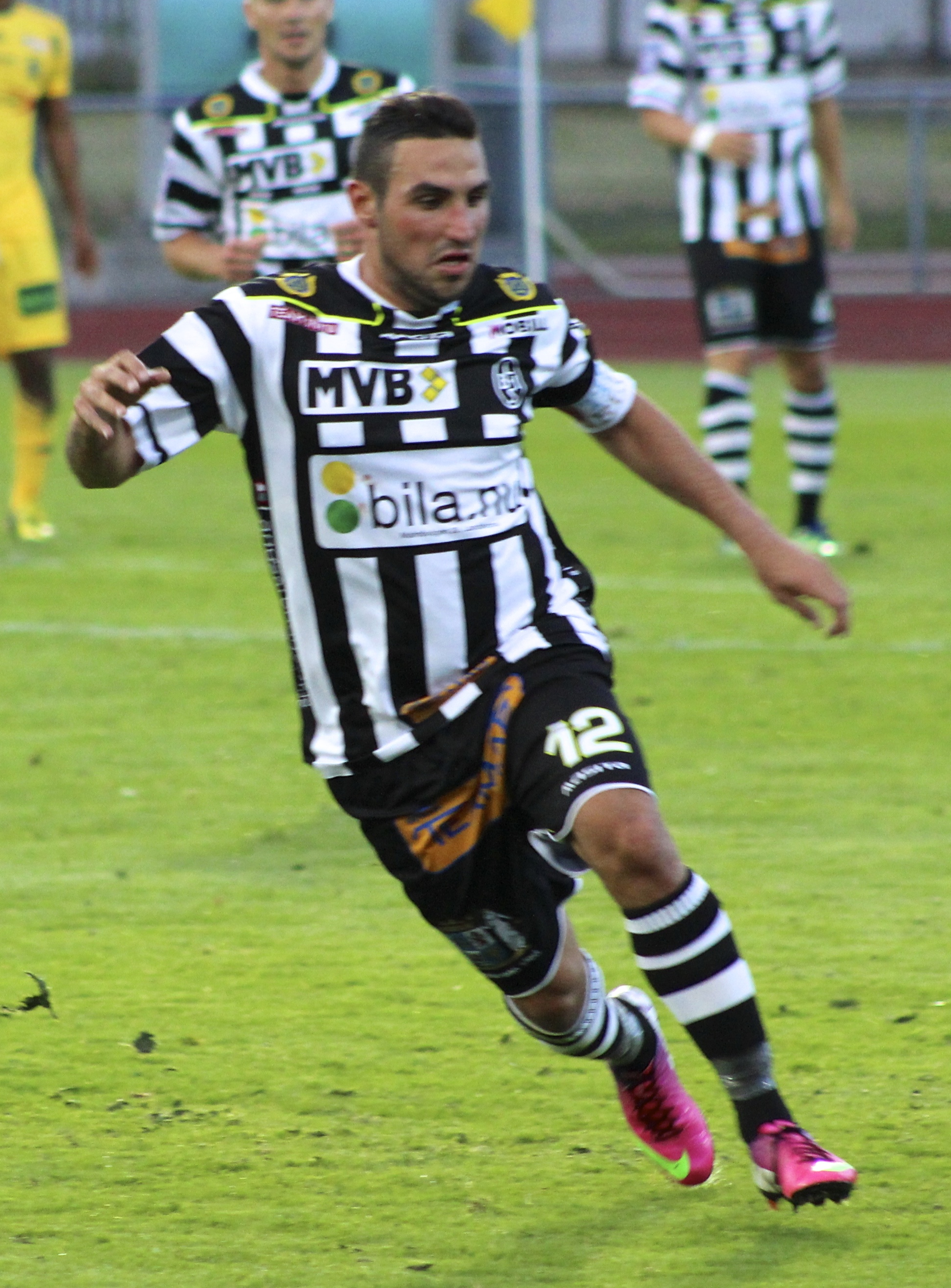
Nilsson spelandes för Landskrona BoIS år 2013.

Den 14 maj 2012 gjorde han ett sent kvitteringsmål mot IFK Göteborg som gjorde att matchen blev 2–2. Den 24 maj gjorde han sitt fjärde mål i Allsvenskan mot GIF Sundsvall, en match där han både blev inbytt samt utbytt.
Den 19 juli gjorde Nilsson det vinnande målet i vänskapsmatchen mot Premier League-klubben West Bromwich Albion. Säsongen 2012 blev ett genombrottsår för Nilsson som spelade 17 ligamatcher och gjorde två mål.

### Landskrona BoIS
Den 19 december 2012 meddelades det att Nilsson lånades ut till Superettan-klubben Landskrona BoIS under säsongen 2013. Nilsson spelade 22 ligamatcher och gjorde åtta mål under sin utlåning i Landskrona.

### Trelleborgs FF
Den 14 februari 2014 meddelade Malmö FF att de lånar ut Nilsson till division 1-klubben Trelleborgs FF under säsongen 2014.
Under sin utlåning till Trelleborgs FF så gjorde Alexander Nilsson 10 mål på 22 seriematcher.

### Malta
Den 31 januari 2015 skrev Nilsson på ett 1,5-årskontrakt för maltesiska Qormi. Han debuterade för klubben den 8 februari 2015 i en 2–2-match mot Floriana, där han byttes in i den andra halvleken.
Han skrev i januari 2017 kontrakt med Tarxien Rainbows. Åren efter lånades han ut till två andra maltesiska klubbar.

### Bara GIF
När säsongen 2022/23 tog slut på Malta för Alexander Nilsson gick det flera veckor utan att han tränade eller letade ny klubb. I samband med hans kusins Elliott Jarnys match i division 6 för Bara GIF mot Klågerups GIF bestämde sig Nilsson för att han ville spela med sin kusin. Inom loppet av en vecka började Nilsson träna för Bara GIF, hjälpte till med en övergång från Malta till Bara GIF och gjorde debut hemma mot Lunds FF den 17 juni 2023. I debuten fick Nilsson hoppa in i den 62:a minuten. I den 88:e minuten blev han framspelad av Jarny, och Nilsson avgjorde matchen med sitt 3-2-mål.

## Familj
Alexander Nilsson har en svensk mamma och en grekisk pappa.